# 錢蒂克利厄島
63°43′S 61°48′W / 63.717°S 61.800°W
錢蒂克利厄島（英語：Chanticleer Island），是南極洲的島嶼，處於霍西森島西北端，長2公里，屬於帕默群島的一部分，由英國南極名稱諮詢委員會命名，現時由南極條約體系管理。